# Anas luzonica
L'anatra delle Filippine o germano delle Filippine (Anas luzonica Fraser, 1839) è un uccello anseriforme della famiglia degli Anatidi.

## Descrizione
È un anatide di media taglia, che raggiunge una lunghezza di 48-58 cm.

## Biologia
È una specie acquatica che si nutre di pesci, piccoli crostacei, insetti e germogli. 

## Distribuzione e habitat
È una specie endemica delle Filippine, diffusa in quasi tutte le isole maggiori dell'arcipelago.
La si può osservare tanto in habitat di acqua dolce che di acqua salata, comprese le mangrovie, le paludi, le acque dei fiumi e il mare aperto.

## Conservazione
La popolazione di Anas luzonica ha subito negli anni un costante declino, dovuto alla caccia e alla progressiva distruzione del suo habitat; in alcune isole dell'arcipelago è andata incontro ad estinzione locale. Per tali motivi la IUCN Red List la considera una specie vulnerabile.
Parte del suo areale ricade all'interno di aree naturali protette quali il Parco nazionale dei monti Iglit-Baco, il Parco nazionale del lago Naujan, il Parco nazionale dell'Aurora Memorial, il Parco nazionale di Bataan e l'Oasi avifaunistica dell'isola di Olango.